# Ipomoea robinsonii
Ipomoea robinsonii är en vindeväxtart som beskrevs av Homer Doliver House. Ipomoea robinsonii ingår i släktet praktvindor, och familjen vindeväxter. Inga underarter finns listade i Catalogue of Life.